# Hotel Gran Hyatt de Mascate
El Hotel Gran Hyatt de Mascate es un hotel de lujo de 5 estrellas en Shaati Al Qurum, Mascate, la capital del país asiático de Omán. El hotel es de uso frecuente para las conferencias diplomáticas. El hotel posee 280 habitaciones y está situado en 10 acres (40.000 metros cuadrados). Está diseñado en el estilo arquitectónico árabe tradicional y tiene una ventana alta con una vidriera de 14 metros con vistas a la piscina. El hotel tiene 4 restaurantes y 2 bares, entre ellos el restaurante italiano La Toscana, el Sirj Tea Lounge, Grill House, el Café Mokha y el Café Habana. El hotel tiene su propio club nocturno llamado el Copacabana.